# ニッポンアニメ100
『ニッポンアニメ100』は、2017年から2018年にかけてNHKで放送された日本のアニメーションをテーマとした特別番組のシリーズ企画。主にBSプレミアムを中心に放送された。

## 概要
日本初の国産アニメーションが公開されてから100周年となるのを記念し、日本のアニメを見つめ直すプロジェクト。視聴者投票でベストアニメ100作・ベストアニソン100曲を選定するとともに、関連番組を放送する。

## 特別番組
2017年1 - 5月・12月にかけて、以下の特別番組を放送。

### 視聴者投票スタート!アニメ100人くらいに聞きました
ベストアニメ100投票開始に先立ち、一般人や有名人に好きなアニメのインタビューを行うとともに名作アニメの名場面を振り返る。
放送時間：BSプレミアム 2017年1月8日 23:00 - 24:00（再放送：1月22日14:30 - 15:30）
出演者
司会：上川隆也、DAIGO
インタビュー出演：生駒里奈、川合俊一、清水富美加、鈴木聡美、田辺誠一、西川貴教、バカリズム、羽田圭介、雛形あきこ、光浦靖子、山崎直子、養老孟司

### クリエーターたちのDNA〜ニッポンアニメ100年史
名作を作り上げたクリエーターにスポットをあて、日本アニメの系譜をたどりその魅力に迫る。
放送時間：BSプレミアム 2017年1月28日 19:00 - 20:00（再放送：3月20日15:15 - 16:15）
出演者
司会：渡部豪太、松村沙友理、藤津亮太
インタビュー出演：荒木哲郎、庵野秀明、いしづかあつこ、大友克洋、押井守、小田部羊一、笹川ひろし、佐藤順一、杉井ギサブロー、鶴巻和哉、富野由悠季、寺本幸代、長井龍雪、米林宏昌

### カウントダウンLIVE アニソン ベスト100!
「ベスト・アニソン100」視聴者投票の結果をもとに、日本のアニメの歴史を彩った100曲をライブを交えながら発表する。第1部はベスト・アニソン100の最終結果発表とそのランクイン曲のライブを、第2部はJOYSOUNDの音源によるライブを放送。
放送時間：BSプレミアム 2017年2月18日 18:30 - 20:00（第1部）・20:45 - 21:00（第2部）
公開放送会場：ニコファーレ
出演者
MC：ケンドーコバヤシ、中川翔子
進行：三輪秀香
出演歌手：i☆Ris、岩崎良美、喜多修平、きただにひろし、ささきいさお、高橋洋子、水木一郎

インターネット放送
- 「龍の歯医者」前編&「カウントダウンLIVE アニソン ベスト100!」実況ニコ生（ニコニコ生放送）
  - 放送時間：2017年2月18日 17:00 - 21:11
  - 出演：松澤千晶、唯月ふうか

### スーパープレミアム 龍の歯医者
放送時間
- BSプレミアム
  - 本放送：2017年2月18日・25日 20:00 - 20:45
  - 再放送：3月20日16:15 - 17:50・12月31日22:13 - 23:45（いずれも前後編連続放送）

- NHKワールドTV（英題：The Dragon Dentist）
  - Part1（前編）：2017年3月18日8:10 - 9:00・14:10 - 15:00・19:10 - 20:00、19日2:10 - 3:00
  - Part2（後編）：3月19日8:10 - 9:00・14:10 - 15:00・19:10 - 20:00、20日2:10 - 3:00

- 総合テレビ
  - 2017年4月1・8日 土曜23:00 - 23:46（1日・前編、8日・後編）

関連番組
- 「龍の歯医者」前編&「カウントダウンLIVE アニソン ベスト100!」実況ニコ生（2017年2月18日 ニコニコ生放送）
  - 出演：松澤千晶、唯月ふうか
- 今からでも間に合う！龍の歯医者 放送直前（生）SP（2月25日 19:30 - 20:00 BSプレミアム）
- 龍の歯医者 放送直後（生）SP（2月25日 20:45 - 21:00）
  - 出演者（放送直前・放送直後共通）
    - 司会:三輪秀香、高橋茂雄(サバンナ)
    - 制作陣ゲスト:鶴巻和哉、井関修一
    - ゲスト:松村沙友理（乃木坂46）、おかずクラブ、氷川竜介（解説）

### ロボットアニメ大集合!
総合テレビの新アニメ『アトム ザ・ビギニング』に関連し、現代から過去にさかのぼり歴代のロボットアニメの名場面を振り返りながらトークを交えその魅力を解剖し、科学技術の発展との関係などについても解説する。
放送時間：総合テレビ 2017年4月7日 22:00 - 22:48（再放送：4月15日17:10 - 17:58）
出演者
司会：船越英一郎
ゲスト：片瀬那奈、トリスタン・ブルネ（日本史学研究者）、佐藤哲夫（パンクブーブー）、吉木りさ、岩井勇気（ハライチ）
解説：高橋良輔
VTRコメント：栗原聡（電気通信大学教授・AI研究者）、大須賀公一（大阪大学教授・ロボット工学研究者）、松原仁（公立はこだて未来大学教授・AI研究者）、高橋智隆（ロボットクリエーター）、岩坂照之（前田建設工業CSR・環境部長）
ナレーター：川庄美雪

### 発表!あなたが選ぶアニメ ベスト100!
視聴者投票「ベスト・アニメ100」投票で選ばれた100作品を生放送で発表し、総合順位、年代別、男女別などで投票結果を分析。この他人気声優がデータ放送による投票をもとに、名セリフの生アフレコを実施する。上位作品は5月3日 - 7日深夜放送の「ニッポンアニメ100 ベストセレクション」内で放送する。
放送時間：BSプレミアム 2017年5月3日 20:00 - 23:00
出演者
- 司会：上川隆也、松澤千晶
- スタジオゲスト：DAIGO、西川貴教、井上聡（次長課長）、加藤夏希、岩井勇気（ハライチ）、生駒里奈（乃木坂46）
- 声優ゲスト：井上喜久子、関智一、浪川大輔、加藤英美里
- 解説：氷川竜介、藤津亮太

### ベストセレクション
ベスト・アニメ100投票の上位作品を、作品解説や関係者へのインタビューとともに放送する。同一シリーズで複数作が上位にランクインした作品は基本的に1作品のみ放送。序盤に松澤千晶によるアナウンスと解説者による作品解説を行い、作品本編を挟み最後に作品関係者インタビューを放送した。
放送リスト
いずれも放送はBSプレミアム。
| 放送時間                  | 作品シリーズ名                | 作品放送時間 | 放送エピソード       | 解説     | インタビュー   | 備考                                     |
| ------------------------- | ----------------------------- | ------------ | -------------------- | -------- | -------------- | ---------------------------------------- |
| 2017年5月3日 23:45 - 3:25 | TIGER & BUNNY                 | 23:45 - 1:06 | 1 - 3話              | 藤津亮太 | さとうけいいち | 企業ロゴを抜いた海外版映像を使用         |
| 2017年5月3日 23:45 - 3:25 | 魔法少女まどか☆マギカ         | 1:06 - 3:25  | 劇場版前編           | 氷川竜介 | 岩上敦宏       |                                          |
| 5月4日 23:45 - 3:50       | ラブライブ!                   | 23:45 - 1:03 | 1期1・3・8話         | 藤津亮太 | 京極尚彦       | 2016年冬季の NHK Eテレ再放送版映像を使用 |
| 5月4日 23:45 - 3:50       | コードギアス 反逆のルルーシュ | 1:03 - 2:22  | 1期1・2・6話         | 藤津亮太 | 谷口悟朗       |                                          |
| 5月4日 23:45 - 3:50       | カードキャプターさくら        | 2:22 - 3:50  | 劇場版第1作          | 氷川竜介 | 浅香守生       |                                          |
| 5月6日 0:10 - 3:00        | ジョーカー・ゲーム            | 0:10 - 1:27  | 1・2・6話            | 藤津亮太 | 野村和也       |                                          |
| 5月6日 0:10 - 3:00        | 銀河英雄伝説                  | 1:27 - 3:00  | 劇場版第1作 本伝26話 | 氷川竜介 | 明田川進       |                                          |
| 5月7日 0:15 - 3:56        | ご注文はうさぎですか?         | 0:15 - 1:33  | 1期1・10・12話       | 藤津亮太 | 橋本裕之       |                                          |
| 5月7日 0:15 - 3:56        | 機動戦士ガンダム              | 1:33 - 3:56  | 劇場版第2作          | 氷川竜介 | 富野由悠季     |                                          |
| 5月7日 22:50 - 0:00       | デジモンアドベンチャー        | 22:50 - 0:00 | 劇場版第1作・ 第2作  | 氷川竜介 | 関弘美         |                                          |

### あけおめ!声優大集合
「声優」をテーマに、ゲスト声優による生アフレコをメインとした年越し特番。アニメ100年の年である2017年の締めくくりとして、アニメ100年を声優の視点で振り返る声当てクイズなどの企画や視聴者投票「あなたが好きなアニメキャラ」の結果発表が行われた。インターネットや双方向機能との連動や新たな視聴者層の開拓が評価され、「NHK編成局長特別賞」を受賞。2018年以降も放送されていたが、2020年以降は新型コロナウイルス感染拡大防止のため、中止になっている。

## 視聴者投票
番組ホームページで行われる視聴者投票企画としてアニメソング投票「ベスト・アニソン100」・アニメ作品投票「ベスト・アニメ100」・キャラクター投票「あなたの好きなアニメキャラ」を展開。データベースについてはアニメソングは専門家の助言をもとに番組独自で作成・アニメ作品は日本動画協会より提供されたものを用い、多数の票をもつ特別審査員を置かず「まったくの視聴者中心」のランキングとした。また、データベースにない項目は「自由投票フォーム」を用いての投票とした。なお「ベスト・アニメ100」企画の好評を受けて、2018年よりシリーズ作品の人気投票を軸とした特別番組として「全○○大投票」シリーズが展開されている。
投票についてはアニメ・アニソンそれぞれ1日3票まで可能、同日のうちに同一作品・曲への複数の投票は不可能とした。またキャラクター投票については投票期間中に1人5名までの投票に改められた。

### ベスト・アニソン100
- 投票期間：2016年12月12日 - 2017年2月10日
- 投票候補数：16,081曲
- 投票総数：42万2683票
- 投票候補データ制作：2016年10月末

投票結果
同名タイトルの楽曲で複数のアーティストが歌っている場合は得票を合算し順位付けされたため、「歌手名」欄については複数の歌手バージョンがある曲の場合は代表的な歌手を表記する。
「使用」の凡例：
OP＝オープニング
ED＝エンディング
その他＝キャラクターソング・アレンジ曲など
OP・EDの末尾の数字=作品での使用順（交代のない場合は省略）
1-10位
| 順位 | 曲名                           | 歌手名               | 作品名                                  | 使用   |
| ---- | ------------------------------ | -------------------- | --------------------------------------- | ------ |
| 1    | Snow halation                  | μ's                  | ラブライブ!School idol Project（第2期） | 挿入歌 |
| 2    | 僕たちはひとつの光             | μ's                  | ラブライブ!The School Idol Movie        | ED     |
| 3    | オリオンをなぞる               | UNISON SQUARE GARDEN | TIGER & BUNNY                           | OP1    |
| 4    | History Maker                  | DEAN FUJIOKA         | ユーリ!!! on ICE                        | OP     |
| 5    | Butter-Fly                     | 和田光司             | デジモンアドベンチャー                  | OP     |
| 6    | only my railgun                | fripSide             | とある科学の超電磁砲                    | OP1    |
| 7    | プラチナ                       | 坂本真綾             | カードキャプターさくら                  | OP3    |
| 8    | 残酷な天使のテーゼ             | 高橋洋子             | 新世紀エヴァンゲリオン                  | OP     |
| 9    | シュガーソングとビターステップ | UNISON SQUARE GARDEN | 血界戦線                                | ED     |
| 10   | TRAGEDY                        | KAT-TUN              | 金田一少年の事件簿R（第2期）            | OP2    |

事前発表101位-300位

### ベスト・アニメ100
- 投票期間：2017年1月8日 - 3月31日
- 投票候補対象：2016年9月末までの作品
- 投票候補数：9,502作
  - テレビアニメ（以下・TV）：4,360作
  - 劇場アニメ（以下・劇場）：2,274作
  - TVスペシャル：105作
  - OVA：2,336作
  - イベント：59作
  - 自主製作：28作
  - その他：340作
- 投票総数：約60万票以上

#### 企画への評価
- J-CASTニュースは、国民的な長寿作品がほとんど見られず2010年代の作品がランキング上位の大半を占めたことに関し、若年層のオタクによる投票数が多く反映されたことや「1日1回3作品まで」というルールで約3か月の投票期間を設けたことが組織票を集めやすいシステムとなっていたと分析した[13]。
- 漫画家の山田玲司は、ニコニコ生放送の番組『山田玲司のニコ論壇時評』にて「リアルタイムでパワフルな信者さんがいるアニメのランキングを、100年の〜〜とか言っちゃったところに、パーンと大きく何かがズレが生じた」「『ドラえもんの〇〇みたいな』、という風にみんながわかるコンテンツっていうのがやっぱり、ベストアニメなんじゃないの？それが圏外になっているっていうところで、もうこの企画どうするの？って話じゃない」と懐疑的な意見を表明した[14]。

#### 総合順位
「ニッポンアニメ100 ベストセレクション」枠で再放送となった作品は「総合」の行に太字で表記する。下位のシリーズ作品が放映される場合は上位の代表的作品タイトルにも太字表記とする。
事前発表101位-400位

### あなたの好きなアニメキャラ
- 投票期間：2017年10月20日 - 11月19日
- 「ベスト・アニメ100」検索から作品名の投票ボタンを押し、作品のキャラクター名（一回につき一人まで）・聞きたいセリフ・エピソード・個人情報（ニックネーム・性別・年齢・都道府県）を入力し投票する。

投票結果

## ウェブサイト連載企画
氷川竜介のアニメ100年史
アニメ評論家の氷川竜介による、日本のアニメーション文化の歴史解説コラム。
わたしのアニメ100
「視聴者投票スタート!アニメ100人くらいに聞きました」で行われた有名人へのアニメに関するインタビューを未放送分を含め紹介する。